# Epapatelo
Epapatelo is een geslacht van uitgestorven pterosauriërs, behorende tot de Pterodactyloidea, dat tijdens het Laat-Krijt leefde in het gebied van het huidige Angola. De enige benoemde soort is Epapatelo otyikokolo.

## Naamgeving
Sinds 2005 voert het Projecto PaleoAngola opgravingen uit bij Bentiaba met financiële ondersteuning van onder andere de Nederlandse ambassade, KLM, en Naturalis. Daarbij werden voor het eerst in de geschiedenis resten van Angolese pterosauriërs gevonden, i.c. veertien specimina van minstens elf individuen. Twee daarvan zouden behoren tot een soort die nog onbekend was. Het materiaal is geprepareerd in Portugal.

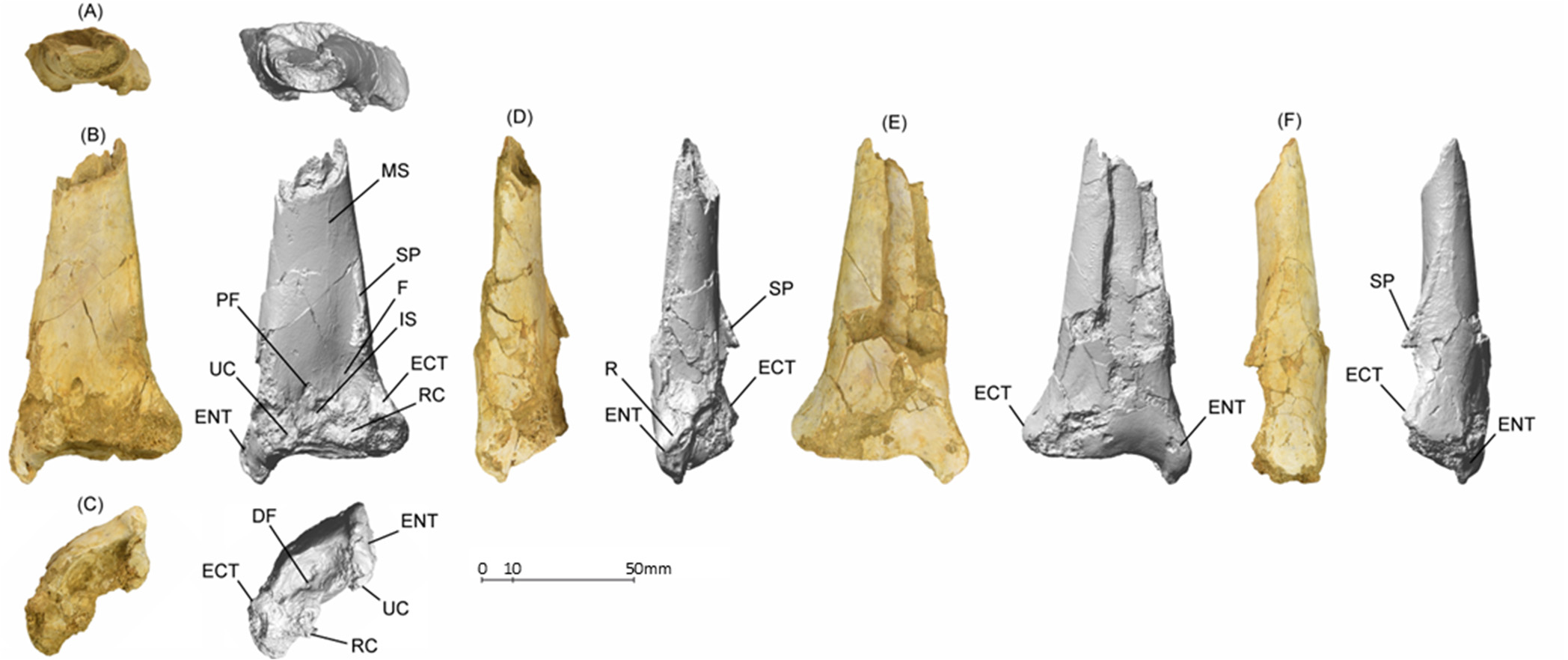
Het distale opperarmbeen van het holotype

In 2022 werd de typesoort Epapatelo otyikokolo benoemd en beschreven door Alexandra E. Fernandes, Octávio Mateus, Brian Andres, Michael J. Polcyn, Anne S. Schulp, António Olímpio, Gonçalves en Louis L. Jacobs. De soortnaam komt uit het Nhaneca, de taal van de plaatselijke nomadische bevolking: de geslachtsnaam betekent 'vleugel', de soortaanduiding 'hagedis'.

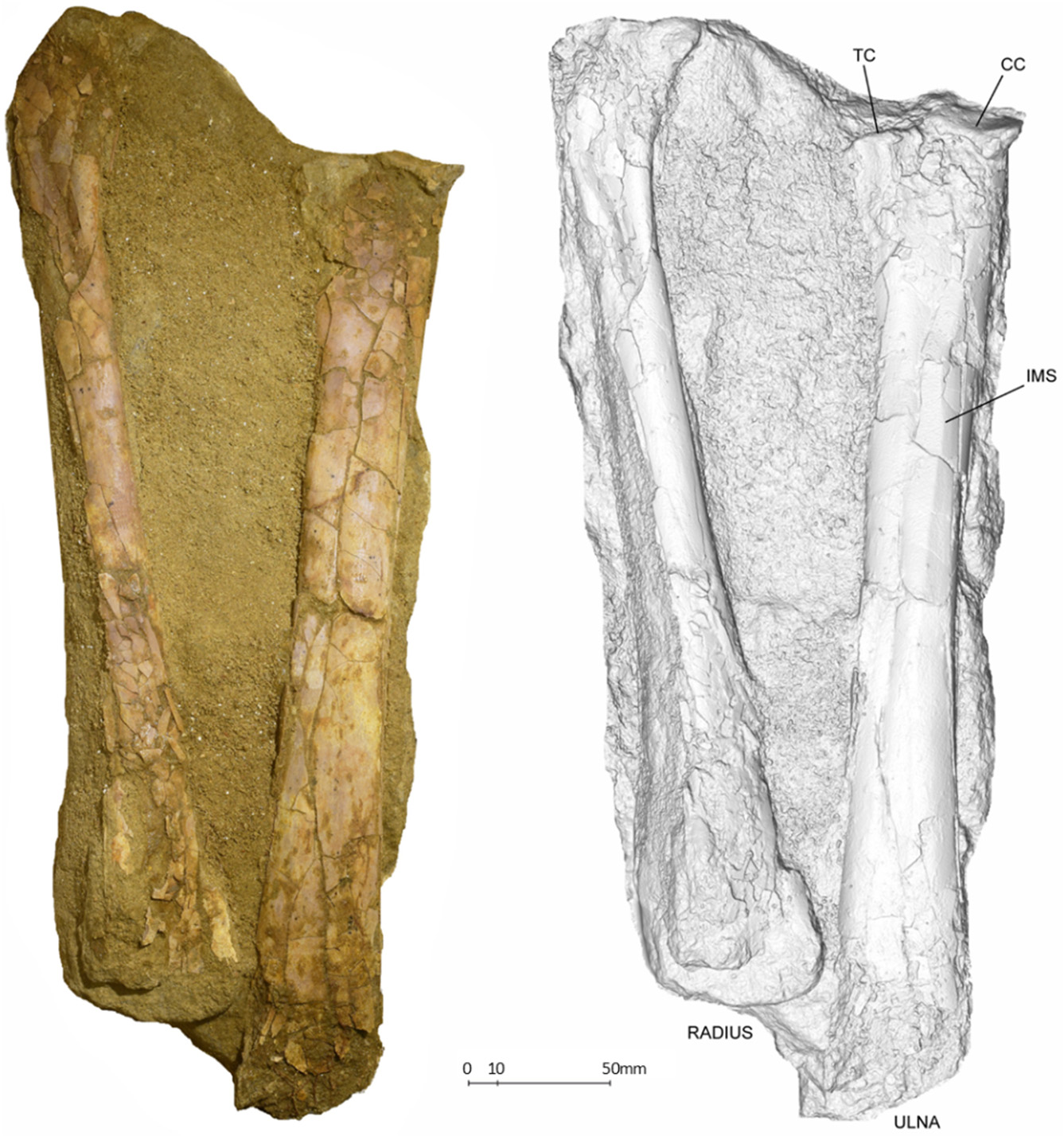
Het paratype

Het holotype, MGUAN-PA650, is gevonden in een laag zandsteen van de Mocuio-formatie, een mariene afzetting die dateert uit het vroege Maastrichtien en tussen de 71,64 en 71,4 miljoen jaar oud is. Het bestaat uit een linkeropperarmbeen verbonden met een linkerellepijp. Het betreft wellicht een volwassen dier. Het paratype is MGUAN-PA661, een verbonden linkerellepijp en spaakbeen. Al deze botten zijn driedimensionaal bewaard gebleven, zonder belangrijke compressie. Ze zijn gevonden op een oppervlakte van vijftien hectare.
Naast het typemateriaal zijn nog een linkerdijbeen, een rechterellepijp en verschillende handbeenderen gevonden. Omdat die niet overlappen met het holotype zijn ze niet toegewezen. Omdat slechts materiaal van de ledematen bekend is, heeft men geconcludeerd dat de dieren levend in de zee kwamen en daar gegrepen zijn door roofdieren die alleen de romp vraten en de lastiger te verzwelgen vleugels lieten wegdrijven. Kleinere aaseters zouden die dan verder hebben aangevreten, waarvan de knaagsporen soms nog zichtbaar zijn.

## Beschrijving

### Grootte en onderscheidende kenmerken
De vleugelspanwijdte van het holotype werd geschat op 4,8 meter. Het paratype zou groter zijn met een geschatte vlucht van 5,6 meter. Mochten de andere individuen ook tot de soort behoren dan zou die zelfs een nog grotere omvang hebben bereikt, hoewel een exacte schatting niet mogelijk is. Van een andere locatie in Angola is een vierde middenhandsbeen gemeld met een lengte van minstens drieëntachtig centimeter. Aangezien de lengte van dit element, door extrapolatie, bij het holotype geschat is op 459,8 millimeter zou deze vorm bij gelijke proporties een spanwijdte gehad hebben van zo'n negen meter.

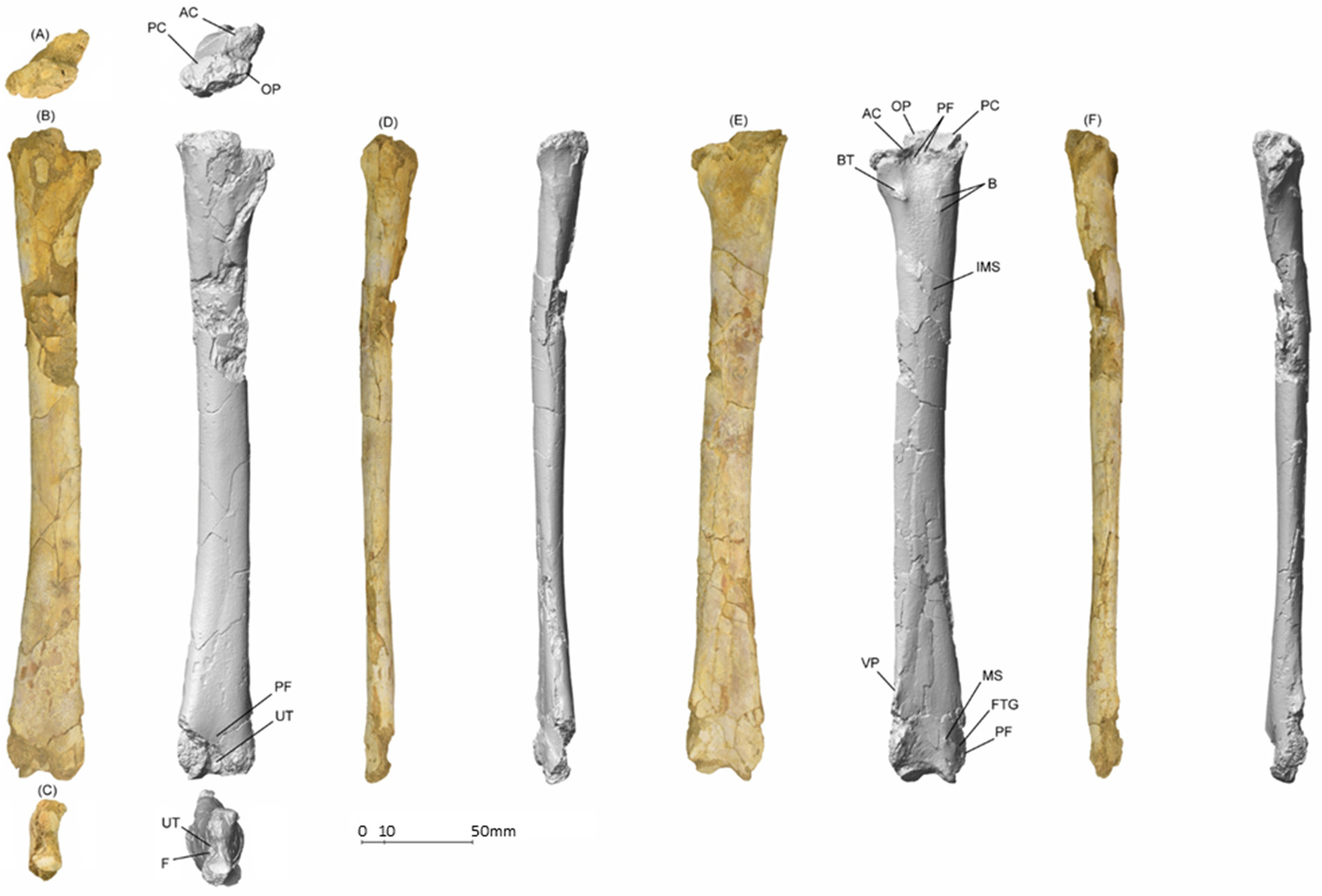
De ellepijp van het holotype

De beschrijvers stelden enkele onderscheidende kenmerken vast. Bij het opperarmbeen is het distale uiteinde, aan de zijde van de elleboog, uitwaaierend verbreed tot een klokvorm. Bij het opperarmbeen steekt de beenstijl naar de buitenste distale gewrichtsknobbel opvallend omhoog. De bovenste distale rand van het opperarmbeen draagt een scherpe smalle richel terwijl een distale groeve aanwezig is die het merendeel van het distale gewrichtsvlak begrenst. De proximale ellepijp, aan de zijde van de elleboog, heeft een onderste kom die tredevormig distaal geplaatst is, dus richting pols, afstaand van de bovenste kom. De ellepijp heeft aan de distale zijde een bultje aan de onderkant.

### Skelet
Het opperarmbeen heeft een rechte schacht, net als bij verwanten. De precieze vorm van de distale verbreding kan onderscheidend zijn. De verbreding bedraagt het dubbele van de minimale schachtbreedte, een hoge waarde gedeeld met Tethydraco. De buitenste distale beenstijl steekt naar voren uit, een pteranodontide kenmerk. Het distale gewrichtsvlak is trapeziumvormig met een rechte bovenrand, wat typisch is voor Pteranodontia maar afwijkt van Azhdarchoidea. Net als bij Alcione steekt de binnenste beenstijl sterk naar onderen uit. Dit uitsteeksel toont ook opvallende verruwingen voor de aanhechting van de pezen van de strekkende spieren, wellicht duidend op een functieverschil met verwanten. Grote ovale pneumatische foramina bevinden zich bij de gewrichtsknobbels.
Bij de ellepijp lijkt de positie van het bultje meer op de toestand bij de Azhdarchoidea. De ellepijp is geleidelijk distaal verbreed.

## Fylogenie

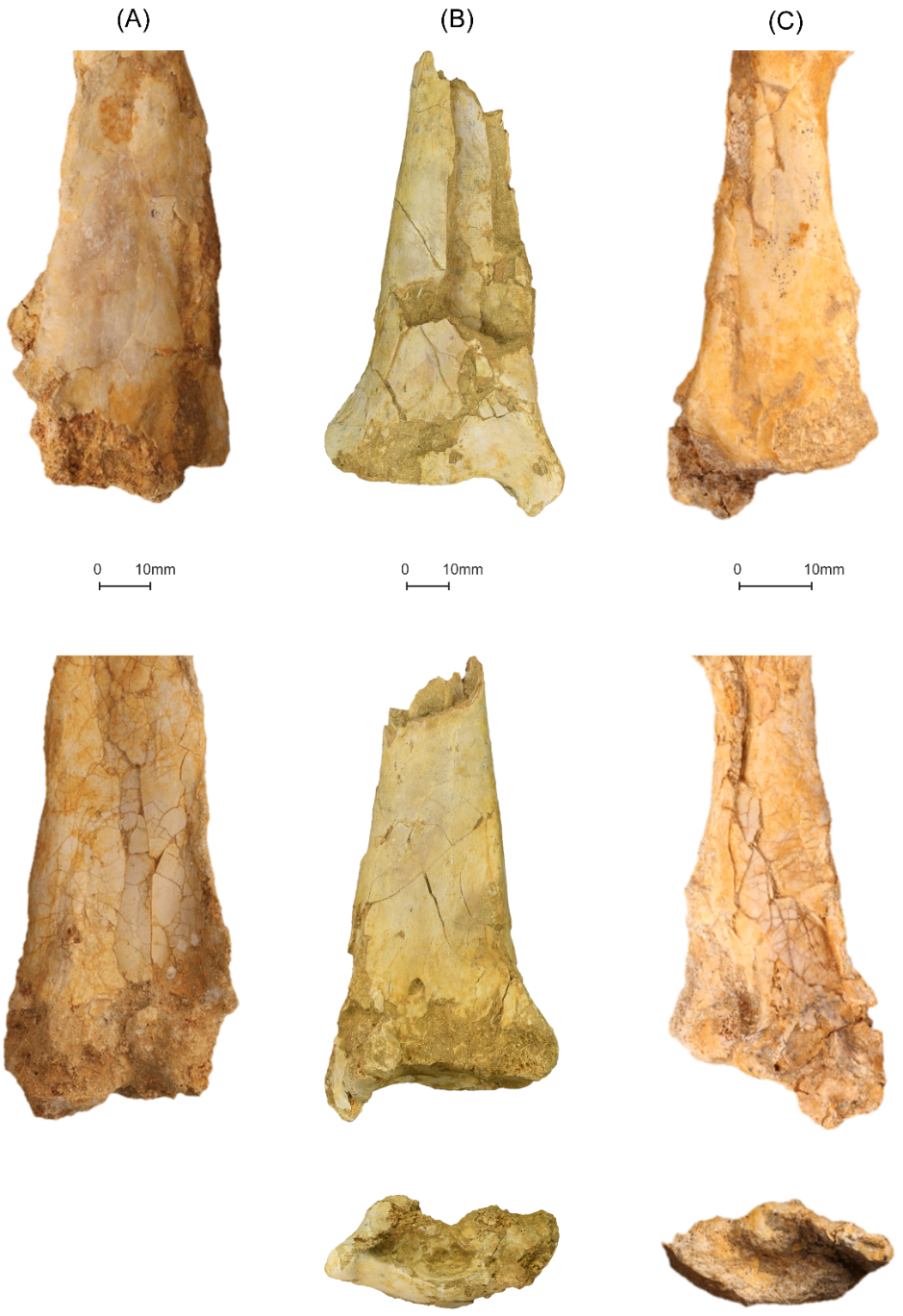
Een vergelijking met opperarmbeenderen van verwanten

Epapatelo werd in 2022 in de Pteranodontia geplaatst. Een verdere fylogenetische bepaling werd bemoeilijk doordat de verwant Volgadraco een onzekere positie heeft. Werd Volgadraco uit de analyse verwijderd, dan viel Epapatelo uit in een polytomie of 'kam' met Simurghia robusta en Alcione elainus. Hun klade is dan de zustergroep van de Nyctosauridae en vormden daarmee de nieuw benoemde Aponyctosauria.

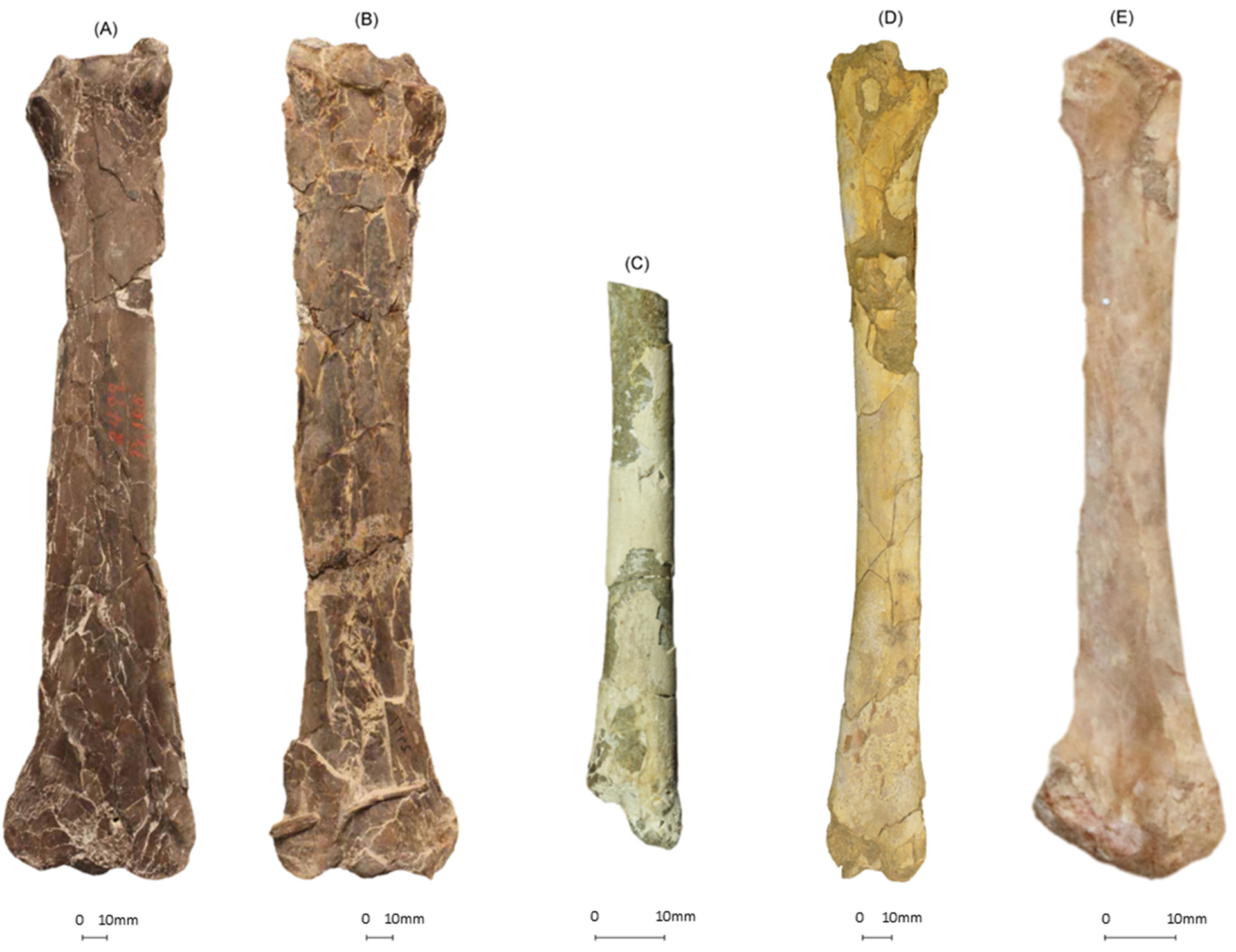
Vergelijking met ellepijpen van verwanten

Het onderstaande kladogram toont de positie van Epapatelo in de evolutionaire stamboom volgens het benoemende artikel.
|  | Tethydraco                                                                                        |
|  |                                                                                                   |
|  | \| \| Pteranodon longiceps \| \| \| \| \| \| Pteranodon sternbergi (= Geosternbergia) \| \| \| \| |
|  |                                                                                                   |
|  | Pteranodon longiceps                                                                              |
|  |                                                                                                   |
|  | Pteranodon sternbergi (= Geosternbergia)                                                          |
|  |                                                                                                   |

|  | Pteranodon longiceps                     |
|  |                                          |
|  | Pteranodon sternbergi (= Geosternbergia) |
|  |                                          |

|  | Epapatelo |
|  |           |
|  | Simurghia |
|  |           |
|  | Alcione   |
|  |           |

|  | Nyctosaurus lamegoi                     |
|  |                                         |
|  | Nyctosaurus grandis (= Barbaridactylus) |
|  |                                         |

|  | Nyctosaurus nanus    |
|  |                      |
|  | Nyctosaurus gracilis |
|  |                      |

|  | Nyctosaurus lamegoi                     |
|  |                                         |
|  | Nyctosaurus grandis (= Barbaridactylus) |
|  |                                         |

|  | Nyctosaurus nanus    |
|  |                      |
|  | Nyctosaurus gracilis |
|  |                      |

|  | Nyctosaurus lamegoi                     |
|  |                                         |
|  | Nyctosaurus grandis (= Barbaridactylus) |
|  |                                         |

|  | Nyctosaurus nanus    |
|  |                      |
|  | Nyctosaurus gracilis |
|  |                      |

|  | Nyctosaurus lamegoi                     |
|  |                                         |
|  | Nyctosaurus grandis (= Barbaridactylus) |
|  |                                         |

|  | Nyctosaurus nanus    |
|  |                      |
|  | Nyctosaurus gracilis |
|  |                      |

|  | Epapatelo |
|  |           |
|  | Simurghia |
|  |           |
|  | Alcione   |
|  |           |

|  | Nyctosaurus lamegoi                     |
|  |                                         |
|  | Nyctosaurus grandis (= Barbaridactylus) |
|  |                                         |

|  | Nyctosaurus nanus    |
|  |                      |
|  | Nyctosaurus gracilis |
|  |                      |

|  | Nyctosaurus lamegoi                     |
|  |                                         |
|  | Nyctosaurus grandis (= Barbaridactylus) |
|  |                                         |

|  | Nyctosaurus nanus    |
|  |                      |
|  | Nyctosaurus gracilis |
|  |                      |

|  | Nyctosaurus lamegoi                     |
|  |                                         |
|  | Nyctosaurus grandis (= Barbaridactylus) |
|  |                                         |

|  | Nyctosaurus nanus    |
|  |                      |
|  | Nyctosaurus gracilis |
|  |                      |

|  | Nyctosaurus lamegoi                     |
|  |                                         |
|  | Nyctosaurus grandis (= Barbaridactylus) |
|  |                                         |

|  | Nyctosaurus nanus    |
|  |                      |
|  | Nyctosaurus gracilis |
|  |                      |

|  | Epapatelo |
|  |           |
|  | Simurghia |
|  |           |
|  | Alcione   |
|  |           |

|  | Nyctosaurus lamegoi                     |
|  |                                         |
|  | Nyctosaurus grandis (= Barbaridactylus) |
|  |                                         |

|  | Nyctosaurus nanus    |
|  |                      |
|  | Nyctosaurus gracilis |
|  |                      |

|  | Nyctosaurus lamegoi                     |
|  |                                         |
|  | Nyctosaurus grandis (= Barbaridactylus) |
|  |                                         |

|  | Nyctosaurus nanus    |
|  |                      |
|  | Nyctosaurus gracilis |
|  |                      |

|  | Nyctosaurus lamegoi                     |
|  |                                         |
|  | Nyctosaurus grandis (= Barbaridactylus) |
|  |                                         |

|  | Nyctosaurus nanus    |
|  |                      |
|  | Nyctosaurus gracilis |
|  |                      |

|  | Nyctosaurus lamegoi                     |
|  |                                         |
|  | Nyctosaurus grandis (= Barbaridactylus) |
|  |                                         |

|  | Nyctosaurus nanus    |
|  |                      |
|  | Nyctosaurus gracilis |
|  |                      |

|  | Epapatelo |
|  |           |
|  | Simurghia |
|  |           |
|  | Alcione   |
|  |           |

|  | Nyctosaurus lamegoi                     |
|  |                                         |
|  | Nyctosaurus grandis (= Barbaridactylus) |
|  |                                         |

|  | Nyctosaurus nanus    |
|  |                      |
|  | Nyctosaurus gracilis |
|  |                      |

|  | Nyctosaurus lamegoi                     |
|  |                                         |
|  | Nyctosaurus grandis (= Barbaridactylus) |
|  |                                         |

|  | Nyctosaurus nanus    |
|  |                      |
|  | Nyctosaurus gracilis |
|  |                      |

|  | Nyctosaurus lamegoi                     |
|  |                                         |
|  | Nyctosaurus grandis (= Barbaridactylus) |
|  |                                         |

|  | Nyctosaurus nanus    |
|  |                      |
|  | Nyctosaurus gracilis |
|  |                      |

|  | Nyctosaurus lamegoi                     |
|  |                                         |
|  | Nyctosaurus grandis (= Barbaridactylus) |
|  |                                         |

|  | Nyctosaurus nanus    |
|  |                      |
|  | Nyctosaurus gracilis |
|  |                      |

|  | Epapatelo |
|  |           |
|  | Simurghia |
|  |           |
|  | Alcione   |
|  |           |

|  | Nyctosaurus lamegoi                     |
|  |                                         |
|  | Nyctosaurus grandis (= Barbaridactylus) |
|  |                                         |

|  | Nyctosaurus nanus    |
|  |                      |
|  | Nyctosaurus gracilis |
|  |                      |

|  | Nyctosaurus lamegoi                     |
|  |                                         |
|  | Nyctosaurus grandis (= Barbaridactylus) |
|  |                                         |

|  | Nyctosaurus nanus    |
|  |                      |
|  | Nyctosaurus gracilis |
|  |                      |

|  | Nyctosaurus lamegoi                     |
|  |                                         |
|  | Nyctosaurus grandis (= Barbaridactylus) |
|  |                                         |

|  | Nyctosaurus nanus    |
|  |                      |
|  | Nyctosaurus gracilis |
|  |                      |

|  | Nyctosaurus lamegoi                     |
|  |                                         |
|  | Nyctosaurus grandis (= Barbaridactylus) |
|  |                                         |

|  | Nyctosaurus nanus    |
|  |                      |
|  | Nyctosaurus gracilis |
|  |                      |

|  | Epapatelo |
|  |           |
|  | Simurghia |
|  |           |
|  | Alcione   |
|  |           |

|  | Nyctosaurus lamegoi                     |
|  |                                         |
|  | Nyctosaurus grandis (= Barbaridactylus) |
|  |                                         |

|  | Nyctosaurus nanus    |
|  |                      |
|  | Nyctosaurus gracilis |
|  |                      |

|  | Nyctosaurus lamegoi                     |
|  |                                         |
|  | Nyctosaurus grandis (= Barbaridactylus) |
|  |                                         |

|  | Nyctosaurus nanus    |
|  |                      |
|  | Nyctosaurus gracilis |
|  |                      |

|  | Nyctosaurus lamegoi                     |
|  |                                         |
|  | Nyctosaurus grandis (= Barbaridactylus) |
|  |                                         |

|  | Nyctosaurus nanus    |
|  |                      |
|  | Nyctosaurus gracilis |
|  |                      |

|  | Nyctosaurus lamegoi                     |
|  |                                         |
|  | Nyctosaurus grandis (= Barbaridactylus) |
|  |                                         |

|  | Nyctosaurus nanus    |
|  |                      |
|  | Nyctosaurus gracilis |
|  |                      |

|  | Epapatelo |
|  |           |
|  | Simurghia |
|  |           |
|  | Alcione   |
|  |           |

|  | Nyctosaurus lamegoi                     |
|  |                                         |
|  | Nyctosaurus grandis (= Barbaridactylus) |
|  |                                         |

|  | Nyctosaurus nanus    |
|  |                      |
|  | Nyctosaurus gracilis |
|  |                      |

|  | Nyctosaurus lamegoi                     |
|  |                                         |
|  | Nyctosaurus grandis (= Barbaridactylus) |
|  |                                         |

|  | Nyctosaurus nanus    |
|  |                      |
|  | Nyctosaurus gracilis |
|  |                      |

|  | Nyctosaurus lamegoi                     |
|  |                                         |
|  | Nyctosaurus grandis (= Barbaridactylus) |
|  |                                         |

|  | Nyctosaurus nanus    |
|  |                      |
|  | Nyctosaurus gracilis |
|  |                      |

|  | Nyctosaurus lamegoi                     |
|  |                                         |
|  | Nyctosaurus grandis (= Barbaridactylus) |
|  |                                         |

|  | Nyctosaurus nanus    |
|  |                      |
|  | Nyctosaurus gracilis |
|  |                      |

|  | Epapatelo |
|  |           |
|  | Simurghia |
|  |           |
|  | Alcione   |
|  |           |

|  | Nyctosaurus lamegoi                     |
|  |                                         |
|  | Nyctosaurus grandis (= Barbaridactylus) |
|  |                                         |

|  | Nyctosaurus nanus    |
|  |                      |
|  | Nyctosaurus gracilis |
|  |                      |

|  | Nyctosaurus lamegoi                     |
|  |                                         |
|  | Nyctosaurus grandis (= Barbaridactylus) |
|  |                                         |

|  | Nyctosaurus nanus    |
|  |                      |
|  | Nyctosaurus gracilis |
|  |                      |

|  | Nyctosaurus lamegoi                     |
|  |                                         |
|  | Nyctosaurus grandis (= Barbaridactylus) |
|  |                                         |

|  | Nyctosaurus nanus    |
|  |                      |
|  | Nyctosaurus gracilis |
|  |                      |

|  | Nyctosaurus lamegoi                     |
|  |                                         |
|  | Nyctosaurus grandis (= Barbaridactylus) |
|  |                                         |

|  | Nyctosaurus nanus    |
|  |                      |
|  | Nyctosaurus gracilis |
|  |                      |

|  | Tethydraco                                                                                        |
|  |                                                                                                   |
|  | \| \| Pteranodon longiceps \| \| \| \| \| \| Pteranodon sternbergi (= Geosternbergia) \| \| \| \| |
|  |                                                                                                   |
|  | Pteranodon longiceps                                                                              |
|  |                                                                                                   |
|  | Pteranodon sternbergi (= Geosternbergia)                                                          |
|  |                                                                                                   |

|  | Pteranodon longiceps                     |
|  |                                          |
|  | Pteranodon sternbergi (= Geosternbergia) |
|  |                                          |

|  | Epapatelo |
|  |           |
|  | Simurghia |
|  |           |
|  | Alcione   |
|  |           |

|  | Nyctosaurus lamegoi                     |
|  |                                         |
|  | Nyctosaurus grandis (= Barbaridactylus) |
|  |                                         |

|  | Nyctosaurus nanus    |
|  |                      |
|  | Nyctosaurus gracilis |
|  |                      |

|  | Nyctosaurus lamegoi                     |
|  |                                         |
|  | Nyctosaurus grandis (= Barbaridactylus) |
|  |                                         |

|  | Nyctosaurus nanus    |
|  |                      |
|  | Nyctosaurus gracilis |
|  |                      |

|  | Nyctosaurus lamegoi                     |
|  |                                         |
|  | Nyctosaurus grandis (= Barbaridactylus) |
|  |                                         |

|  | Nyctosaurus nanus    |
|  |                      |
|  | Nyctosaurus gracilis |
|  |                      |

|  | Nyctosaurus lamegoi                     |
|  |                                         |
|  | Nyctosaurus grandis (= Barbaridactylus) |
|  |                                         |

|  | Nyctosaurus nanus    |
|  |                      |
|  | Nyctosaurus gracilis |
|  |                      |

|  | Epapatelo |
|  |           |
|  | Simurghia |
|  |           |
|  | Alcione   |
|  |           |

|  | Nyctosaurus lamegoi                     |
|  |                                         |
|  | Nyctosaurus grandis (= Barbaridactylus) |
|  |                                         |

|  | Nyctosaurus nanus    |
|  |                      |
|  | Nyctosaurus gracilis |
|  |                      |

|  | Nyctosaurus lamegoi                     |
|  |                                         |
|  | Nyctosaurus grandis (= Barbaridactylus) |
|  |                                         |

|  | Nyctosaurus nanus    |
|  |                      |
|  | Nyctosaurus gracilis |
|  |                      |

|  | Nyctosaurus lamegoi                     |
|  |                                         |
|  | Nyctosaurus grandis (= Barbaridactylus) |
|  |                                         |

|  | Nyctosaurus nanus    |
|  |                      |
|  | Nyctosaurus gracilis |
|  |                      |

|  | Nyctosaurus lamegoi                     |
|  |                                         |
|  | Nyctosaurus grandis (= Barbaridactylus) |
|  |                                         |

|  | Nyctosaurus nanus    |
|  |                      |
|  | Nyctosaurus gracilis |
|  |                      |

|  | Epapatelo |
|  |           |
|  | Simurghia |
|  |           |
|  | Alcione   |
|  |           |

|  | Nyctosaurus lamegoi                     |
|  |                                         |
|  | Nyctosaurus grandis (= Barbaridactylus) |
|  |                                         |

|  | Nyctosaurus nanus    |
|  |                      |
|  | Nyctosaurus gracilis |
|  |                      |

|  | Nyctosaurus lamegoi                     |
|  |                                         |
|  | Nyctosaurus grandis (= Barbaridactylus) |
|  |                                         |

|  | Nyctosaurus nanus    |
|  |                      |
|  | Nyctosaurus gracilis |
|  |                      |

|  | Nyctosaurus lamegoi                     |
|  |                                         |
|  | Nyctosaurus grandis (= Barbaridactylus) |
|  |                                         |

|  | Nyctosaurus nanus    |
|  |                      |
|  | Nyctosaurus gracilis |
|  |                      |

|  | Nyctosaurus lamegoi                     |
|  |                                         |
|  | Nyctosaurus grandis (= Barbaridactylus) |
|  |                                         |

|  | Nyctosaurus nanus    |
|  |                      |
|  | Nyctosaurus gracilis |
|  |                      |

|  | Epapatelo |
|  |           |
|  | Simurghia |
|  |           |
|  | Alcione   |
|  |           |

|  | Nyctosaurus lamegoi                     |
|  |                                         |
|  | Nyctosaurus grandis (= Barbaridactylus) |
|  |                                         |

|  | Nyctosaurus nanus    |
|  |                      |
|  | Nyctosaurus gracilis |
|  |                      |

|  | Nyctosaurus lamegoi                     |
|  |                                         |
|  | Nyctosaurus grandis (= Barbaridactylus) |
|  |                                         |

|  | Nyctosaurus nanus    |
|  |                      |
|  | Nyctosaurus gracilis |
|  |                      |

|  | Nyctosaurus lamegoi                     |
|  |                                         |
|  | Nyctosaurus grandis (= Barbaridactylus) |
|  |                                         |

|  | Nyctosaurus nanus    |
|  |                      |
|  | Nyctosaurus gracilis |
|  |                      |

|  | Nyctosaurus lamegoi                     |
|  |                                         |
|  | Nyctosaurus grandis (= Barbaridactylus) |
|  |                                         |

|  | Nyctosaurus nanus    |
|  |                      |
|  | Nyctosaurus gracilis |
|  |                      |

|  | Epapatelo |
|  |           |
|  | Simurghia |
|  |           |
|  | Alcione   |
|  |           |

|  | Nyctosaurus lamegoi                     |
|  |                                         |
|  | Nyctosaurus grandis (= Barbaridactylus) |
|  |                                         |

|  | Nyctosaurus nanus    |
|  |                      |
|  | Nyctosaurus gracilis |
|  |                      |

|  | Nyctosaurus lamegoi                     |
|  |                                         |
|  | Nyctosaurus grandis (= Barbaridactylus) |
|  |                                         |

|  | Nyctosaurus nanus    |
|  |                      |
|  | Nyctosaurus gracilis |
|  |                      |

|  | Nyctosaurus lamegoi                     |
|  |                                         |
|  | Nyctosaurus grandis (= Barbaridactylus) |
|  |                                         |

|  | Nyctosaurus nanus    |
|  |                      |
|  | Nyctosaurus gracilis |
|  |                      |

|  | Nyctosaurus lamegoi                     |
|  |                                         |
|  | Nyctosaurus grandis (= Barbaridactylus) |
|  |                                         |

|  | Nyctosaurus nanus    |
|  |                      |
|  | Nyctosaurus gracilis |
|  |                      |

|  | Epapatelo |
|  |           |
|  | Simurghia |
|  |           |
|  | Alcione   |
|  |           |

|  | Nyctosaurus lamegoi                     |
|  |                                         |
|  | Nyctosaurus grandis (= Barbaridactylus) |
|  |                                         |

|  | Nyctosaurus nanus    |
|  |                      |
|  | Nyctosaurus gracilis |
|  |                      |

|  | Nyctosaurus lamegoi                     |
|  |                                         |
|  | Nyctosaurus grandis (= Barbaridactylus) |
|  |                                         |

|  | Nyctosaurus nanus    |
|  |                      |
|  | Nyctosaurus gracilis |
|  |                      |

|  | Nyctosaurus lamegoi                     |
|  |                                         |
|  | Nyctosaurus grandis (= Barbaridactylus) |
|  |                                         |

|  | Nyctosaurus nanus    |
|  |                      |
|  | Nyctosaurus gracilis |
|  |                      |

|  | Nyctosaurus lamegoi                     |
|  |                                         |
|  | Nyctosaurus grandis (= Barbaridactylus) |
|  |                                         |

|  | Nyctosaurus nanus    |
|  |                      |
|  | Nyctosaurus gracilis |
|  |                      |

|  | Epapatelo |
|  |           |
|  | Simurghia |
|  |           |
|  | Alcione   |
|  |           |

|  | Nyctosaurus lamegoi                     |
|  |                                         |
|  | Nyctosaurus grandis (= Barbaridactylus) |
|  |                                         |

|  | Nyctosaurus nanus    |
|  |                      |
|  | Nyctosaurus gracilis |
|  |                      |

|  | Nyctosaurus lamegoi                     |
|  |                                         |
|  | Nyctosaurus grandis (= Barbaridactylus) |
|  |                                         |

|  | Nyctosaurus nanus    |
|  |                      |
|  | Nyctosaurus gracilis |
|  |                      |

|  | Nyctosaurus lamegoi                     |
|  |                                         |
|  | Nyctosaurus grandis (= Barbaridactylus) |
|  |                                         |

|  | Nyctosaurus nanus    |
|  |                      |
|  | Nyctosaurus gracilis |
|  |                      |

|  | Nyctosaurus lamegoi                     |
|  |                                         |
|  | Nyctosaurus grandis (= Barbaridactylus) |
|  |                                         |

|  | Nyctosaurus nanus    |
|  |                      |
|  | Nyctosaurus gracilis |
|  |                      |

|  | Epapatelo |
|  |           |
|  | Simurghia |
|  |           |
|  | Alcione   |
|  |           |

|  | Nyctosaurus lamegoi                     |
|  |                                         |
|  | Nyctosaurus grandis (= Barbaridactylus) |
|  |                                         |

|  | Nyctosaurus nanus    |
|  |                      |
|  | Nyctosaurus gracilis |
|  |                      |

|  | Nyctosaurus lamegoi                     |
|  |                                         |
|  | Nyctosaurus grandis (= Barbaridactylus) |
|  |                                         |

|  | Nyctosaurus nanus    |
|  |                      |
|  | Nyctosaurus gracilis |
|  |                      |

|  | Nyctosaurus lamegoi                     |
|  |                                         |
|  | Nyctosaurus grandis (= Barbaridactylus) |
|  |                                         |

|  | Nyctosaurus nanus    |
|  |                      |
|  | Nyctosaurus gracilis |
|  |                      |

|  | Nyctosaurus lamegoi                     |
|  |                                         |
|  | Nyctosaurus grandis (= Barbaridactylus) |
|  |                                         |

|  | Nyctosaurus nanus    |
|  |                      |
|  | Nyctosaurus gracilis |
|  |                      |

Epapatelo behoort hiermee tot een groeiende verzameling recent ontdekte soorten die bewijzen dat op het eind van het Krijt de Pterosauria niet waren teruggebracht tot de Azhdarchoidea alleen.

## Levenswijze
Voor Epapatelo werd een levenswijze geopperd als viseter omdat de fossielen zijn gevonden in mariene afzettingen. Het dier zou boven de oceaan gezweefd hebben en in het water gedoken zijn om zijn prooi te vangen.